# Sárgás álszajkó
A sárgás álszajkó (Garrulax berthemyi) a madarak osztályának verébalakúak (Passeriformes) rendjébe és a Leiothrichidae családjába tartozó faj.

## Rendszerezése
A fajt Émile Oustalet francia zoológus írta le 1876-ban, az Ianthocincla nembe Ianthocincla berthemyi néven. Egyes szervezetek a Pterorhinus nembe sorolják Pterorhinus berthemyi néven.

## Alfajai
- Garrulax berthemyi berthemyi (Oustalet, 1876)
- Garrulax berthemyi ricinus (Riley, 1930)[1]

## Előfordulása
Délkelet-Ázsiában, Kína területén honos. A természetes élőhelye a szubtrópusi vagy trópusi síkvidéki- és hegyi esőerdők, valamint ültetvények. Állandó, nem vonuló faj.

## Megjelenése
Testhossza 27–29 centiméter, testtömege 80–100 gramm.
|  |

## Életmódja
Feltehetően növényi anyagokkal és gerinctelenekkel táplálkozik.